# Technomyrmex briani
Technomyrmex briani es una especie de hormiga del género Technomyrmex, subfamilia Dolichoderinae. Fue descrita científicamente por Sharaf en 2009.
Se distribuye por Arabia Saudita. Se ha encontrado a elevaciones de hasta 2324 metros.